# Колединец
Колединец је насељено место у саставу општине Расиња у Копривничко-крижевачкој жупанији, Хрватска. До територијалне реорганизације у Хрватској налазио се у саставу старе општине Копривница.

## Становништво
На попису становништва 2011. године, Колединец је имао 170 становника.

## Попис1991.
На попису становништва 1991. године, насељено место Колединец је имало 206 становника, следећег националног састава:
| Попис 1991.‍  | Попис 1991.‍  | Попис 1991.‍ | Попис 1991.‍ | Попис 1991.‍ |
| ------------ | ------------ | ----------- | ----------- | ----------- |
|              |              |             |             |             |
| Хрвати       | Хрвати       |             | 202         | 98,05%      |
| Југословени  | Југословени  |             | 3           | 1,45%       |
| неопредељени | неопредељени |             | 1           | 0,48%       |
| укупно: 206  |              |             |             |             |